# لی جونگ ها
لی جونگ ها (کره‌ای: 이정하؛ زادهٔ ۲۳ فوریه ۱۹۹۸) بازیگر اهل کره جنوبی است. او بیشتر به خاطر ایفای نقش در مجموعه‌های تلویزیونی مانند گو هه ریونگ مورخ تازه‌کار، ران آن و با وجود اینکه می‌دانم شناخته می‌شود.

## زندگی‌نامه و حرفه
لی جونگ ها زادهٔ ۲۳ فوریه ۱۹۹۸ در کره جنوبی است. او در دوران مدرسه‌اش به بازیگری روی استیج علاقمند بود. او توسط جی‌وای‌پی انترتینمنت انتخاب شد. لی رقصیدن و خوانندگی را نمی‌دانست بنابراین این کمپانی را ترک کرد اما بعداً پشیمان شد. در همان سال او حرفهٔ بازیگری را دنبال کرد و نخستین بازیگری خود را در وب درامای هشدار حملهٔ قلبی آغاز کرد. او همچنین در برنامهٔ رقابتی د یونیت شرکت کرد. او بعدها در چندین مجموعهٔ تلویزیونی، گو هه ریونگ مورخ تازه‌کار، ران آن و با وجود اینکه می‌دانم ایفای نقش کرد.

## فیلم‌شناسی

### مجموعه تلویزیونی
| سال       | عنوان                    | نقش         | توضیحات  | منابع  |
| --------- | ------------------------ | ----------- | -------- | ------ |
| ۲۰۱۹      | گو هه ریونگ مورخ تازه‌کار | کیم چی کوک  |          | [ ۱۴ ] |
| ۲۰۲۰–۲۰۲۱ | ران آن                   | کیم وو شیک  |          | [ ۱۵ ] |
| ۲۰۲۱      | با وجود اینکه می‌دانم     | کیم اون هان |          | [ ۱۶ ] |
| ۲۰۲۵      | تک: قهرمانان دبیرستان    | کیم او گیوم | نقش اصلی |        |

### مجموعه اینترنتی
| سال  | عنوان           | نقش          | منابع  |
| ---- | --------------- | ------------ | ------ |
| ۲۰۱۷ | هشدار حملهٔ قلبی | جو مین       | [ ۱۷ ] |
| ۲۰۱۸ | بیشتر از ۱۹     | ما ته هی     | [ ۱۸ ] |
| ۲۰۱۹ | دانشجوی سال اول | چا دو جین    | [ ۱۹ ] |
| ۲۰۱۹ | داستان سفر      | دونگ هه      | [ ۲۰ ] |
| ۲۰۲۲ | محرک            | کیم بونگ سوک | [ ۲۱ ] |